# Alfredo Zayas y Alfonso
Alfredo de Zayas y Alfonso (La Habana, 21 de febrero de 1861-La Habana, 11 de abril de 1934) fue un jurista, orador, poeta y político cubano. Fue fiscal, juez, alcalde de La Habana, senador en 1905, presidente del Senado en 1906, vicepresidente de 1908 a 1913 y cuarto presidente de la República de Cuba desde el 20 de mayo de 1921 al 20 de mayo de 1925.

## Orígenes y primeros años
Nació en La Habana en una familia aristocrática, hijo del eminente Dr. José María de Zayas y Jiménez, jurista y educador, hermano de Juan Bruno de Zayas, médico y miembro del Ejército Libertador de Cuba, caído en combate en La Habana en 1896 con el grado de mayor general en la guerra de independencia contra España, hermano de Francisco de Zayas, embajador de Cuba en París y Bruselas. Su madre provenía de las islas Canarias.
Como líder revolucionario dejó de usar el "de" en el nombre de la familia, el cual le identificaba con España y con el poder colonial. En 1895 fue detenido y deportado a la península ibérica, donde pasaría los años de la guerra y escribiría muchos poemas en la Cárcel Modelo de Madrid, publicados en sus "Obras Completas", Vol. 1, Poesía, incluyendo el conocido Al Caer la Nieve. 

## Escritor y político
Fue muy activo en la vida literaria de La Habana y coeditor de la revista Cuba Literaria. Luego de su regreso a Cuba en 1898, se dedicó a la causa de la independencia respecto de los Estados Unidos que mantenía a Cuba bajo ocupación militar. 
Fue cosecretario de la Convención Constituyente que redactó la Constitución cubana de 1901, y luchó contra la Enmienda Platt, impuesta a Cuba por los Estados Unidos, y contra el arrendamiento de una base naval en Guantánamo. Fue jefe del Partido liberal (izquierda) y fue elegido vicepresidente en 1908. 
Participó como candidato presidencial liberal en los comicios presidenciales de 1916, en que se postuló a la reelección el presidente conservador Mario García Menocal. Hubo acusaciones de fraude de ambos bandos, Menocal se proclamó ganador, y en febrero de 1917 se inició la Guerra o Alzamiento de La Chambelona. El gobierno de Menocal derrotó en 3 meses a los rebeldes dirigidos por el expresidente José Miguel Gómez, su hijo Miguel Mariano Gómez, Gerardo Machado, Carlos Mendieta y otros. Los Estados Unidos intervinieron con arreglo a la Enmienda Platt y mantuvieron al presidente Mario García Menocal en el poder. Zayas apoyó a los rebeldes, pero no participó en acciones armadas y no fue apresado. En mayo de 1917 el gobierno de Menocal eliminó su puesto de Historiador de Cuba, que Zayas tenía desde 1913 y por el que cobraba $500 mensuales.

## Presidencia
Electo en 1920, Zayas tomó el poder en 1921, pero encontró el país en bancarrota, con deudas de más de 40 millones de dólares y el precio del azúcar desmoronado de 22.5 a 3 centavos por libra. Hubo en el país una crisis económica desde finales de 1920 hasta 1933 llamada “Vacas Flacas”, por bajos ingresos del país debido a bajos precios del azúcar en el mercado mundial, siendo la industria azucarera la principal del país. Hizo reformas en el campo de la educación y del seguro social. La corrupción durante su gobierno dio lugar a enfrentamientos con distintos sectores de la sociedad, siendo el más notorio la llamada "Protesta de los Trece". En febrero de 1922 se retiraron las últimas tropas estadounidenses que estaban en Cuba desde 1917, debido a la intervención solicitada por el presidente Menocal por el Alzamiento de La Chambelona, y que se conoce como Sugar Intervention en Estados Unidos. Zayas inauguró en Cuba el teléfono en 1921 y la radio en 1922.
Logró el regreso a la soberanía cubana de la Isla de Pinos (actual Isla de la Juventud, 2200 km²) en 1925, ocupada desde 1898 por los Estados Unidos. Eso sucedió porque el Congreso de Estados Unidos ratificó en 1925 el Tratado Hay-Quesada. Obtuvo un préstamo de cincuenta millones de dólares de J. P. Morgan en vista de relanzar la economía. 
Fue el primer presidente que permitió la libertad de prensa sin censura. Su flema le trajo el apodo de El Chino en vista de su paciencia asiática. Fue el único presidente cubano que se erigió una estatua durante su mandato, en el Parque Alfredo Zayas (demolido en 1976) que mandó a construir en 1925 en su honor, frente al Palacio Presidencial. No se postuló a la reelección.

## Últimos años y muerte
Después de retirarse de la vida política dedicó sus últimos nueve años de vida a la escritura y reedición de sus obras, incluso los dos volúmenes de la Lexicografía Antillana. Su liberalismo cívico fue seguido por las dictaduras militares de los generales Gerardo Machado y Fulgencio Batista.
Falleció de causas naturales en La Habana, el 11 de abril de 1934, a los 73 años de edad.
| Predecesor: Mario García Menocal | Presidente de la República de Cuba 1921-1925 | Sucesor: Gerardo Machado |